# Max Jüdel

Max Jüdel mit Unterschrift

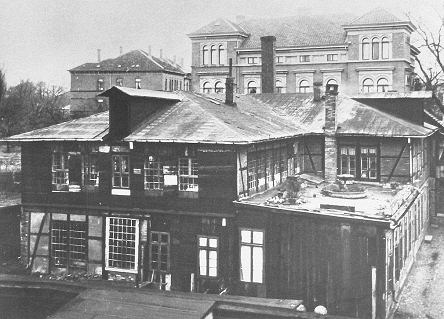
Braunschweiger Eisenbahnsignal-Bauanstalt Max Jüdel & Co., um 1900

Max Jüdel (* 10. Oktober 1845 in Braunschweig; † 9. Oktober 1910 ebenda) war ein deutscher Kaufmann, Unternehmer und Mäzen.

## Leben und Werk
Jüdel war der Sohn des jüdischen Kaufmanns Salomon Jüdel, der eine Manufaktur- und Modewarenhandlung in Braunschweig führte. Nach dem Schulabschluss trat er in das Textilgeschäft des Vaters ein und leitete es ab 1870.
Zusammen mit dem Ingenieur Heinrich Büssing als Technischem Leiter gründete er 1873 die auch international tätige Eisenbahnsignal-Bauanstalt Max Jüdel & Co. an der Wolfenbütteler Straße. Bereits nach einem Jahr folgte 1874 der Umzug an die Ackerstraße, wo ein Grundstück von 37.000 Quadratmetern zur Verfügung stand. Das 100. mechanische Stellwerk wurde 1880 ausgeliefert, gefolgt 1892 vom Tausendsten. Ab 1893 wurden elektrische Strecken- bzw. Bahnhofsblockwerke sowie ab 1898 elektrisch angetriebene Weichen produziert. 1898 wurde das Unternehmen in eine Aktiengesellschaft umgewandelt. Das Berliner Konkurrenzunternehmen Siemens & Halske unterzeichnete 1897 einen Interessengemeinschafts-Vertrag mit Jüdel & Co. Das erste elektromechanische Stellwerk stellte Jüdel 1899 vor. Im Jahre 1903 zog sich der 60-jährige Büssing mit seinem Kapital aus dem Unternehmen zurück, nachdem er in den vergangenen 30 Jahren 92 Patente im Eisenbahnsignalwesen erworben hatte. Mit 1.300 Mitarbeitern im Jahre 1908 gehörte das Unternehmen zu den größten Arbeitgebern in Braunschweig.
Max Jüdel war Abgeordneter im Braunschweigischen Landtag und gehörte der Stadtverordnetenversammlung an. Von 1893 bis zu seinem Tod 1910 war er Präsident der Handelskammer zu Braunschweig. Die Technische Hochschule Braunschweig verlieh ihm am 26. November 1909 für seine Leistungen als Unternehmer die Ehrendoktorwürde.
Jüdel war Freimaurer in der Braunschweiger Loge Carl zur gekrönten Säule. Er rief mehrere Stiftungen zur Unterstützung unverschuldet in Not geratener Arbeiter und Bürger ins Leben und vermachte seinen Besitz der Stadt Braunschweig als Grundstock für die „Jüdel-Stiftung“, deren Zinsertrag für soziale Zwecke und zukunftsweisende Entwicklungen einzusetzen war. Unter Vorsitz des jeweiligen Oberbürgermeisters legte Jüdel auch die Zusammensetzung des Stiftungsvorstands und den Stiftungszweck fest. Max Jüdel bestimmte in seinem Testament auch, dass die Stiftung nicht seinen, sondern „seines Vaters Namen“ tragen soll. Selbst in offiziellen Verlautbarungen und sogar auf Persönlichkeits- und Hinweistafeln wird dieses immer wieder falsch angegeben. Seine Villa an der Adolfstraße, die Constantin Uhde entworfen hatte und erst 1904 von Jüdel erworben wurde, vermachte er der Stadt als repräsentativen Wohnsitz für den jeweiligen Oberbürgermeister. Zu seinen Lebzeiten war sein Haus ein gesellschaftlicher Mittelpunkt Braunschweigs. Er veranstaltete jede Woche einen Empfang für 100 geladenen Gäste aus allen Schichten der Gesellschaft. Musiker und Sänger des Staatstheaters rissen sich darum, „beim Jüdel“ auftreten zu dürfen. Überliefert und typisch für Jüdel ist, dass sie es hinnehmen mussten, mit „begabten Dilettanten“ auftreten zu müssen – das konnten auch einfache Arbeiter oder deren Kinder sein. 1872 gründete er zudem den Braunschweiger Carneval-Club, der noch heute als Braunschweiger Karneval-Gesellschaft von 1872 aktiv ist. 1888 gründete er zur Verbesserung der Wohnsituation in der mittelalterlichen Fachwerkstadt die Braunschweiger Baugenossenschaft, noch heute die Genossenschaft mit dem größten Wohnungsbestand in Braunschweig. 1909 legte er gemeinsam mit der Herzogin Elisabeth den Grundstein für die Landes-Krüppel-Heil- und Pflege-Anstalt, heute Stiftung Herzogin Elisabeth Hospital.
Den Türstock zur Tür zu Max Jüdels Arbeitszimmer krönte der lateinische Spruch: Reichtum ermöglicht Gutes zu tun. Kaum einer hat dieses Motto wie Max Jüdel gelebt. Anlässlich der Trauerfeier für Max Jüdel sprach der Oberbürgermeister Retemeyer die Worte: „Das Andenken an Geheimrat Jüdel wird in Braunschweig nie verblassen; er war der besten Bürger einer, die Braunschweig je gezählt.“ Jüdels Grab befindet sich auf dem Braunschweiger Hauptfriedhof. Die Gestaltung des Urnendenkmals stammt von Gerhard Schliepstein.

## Nachleben

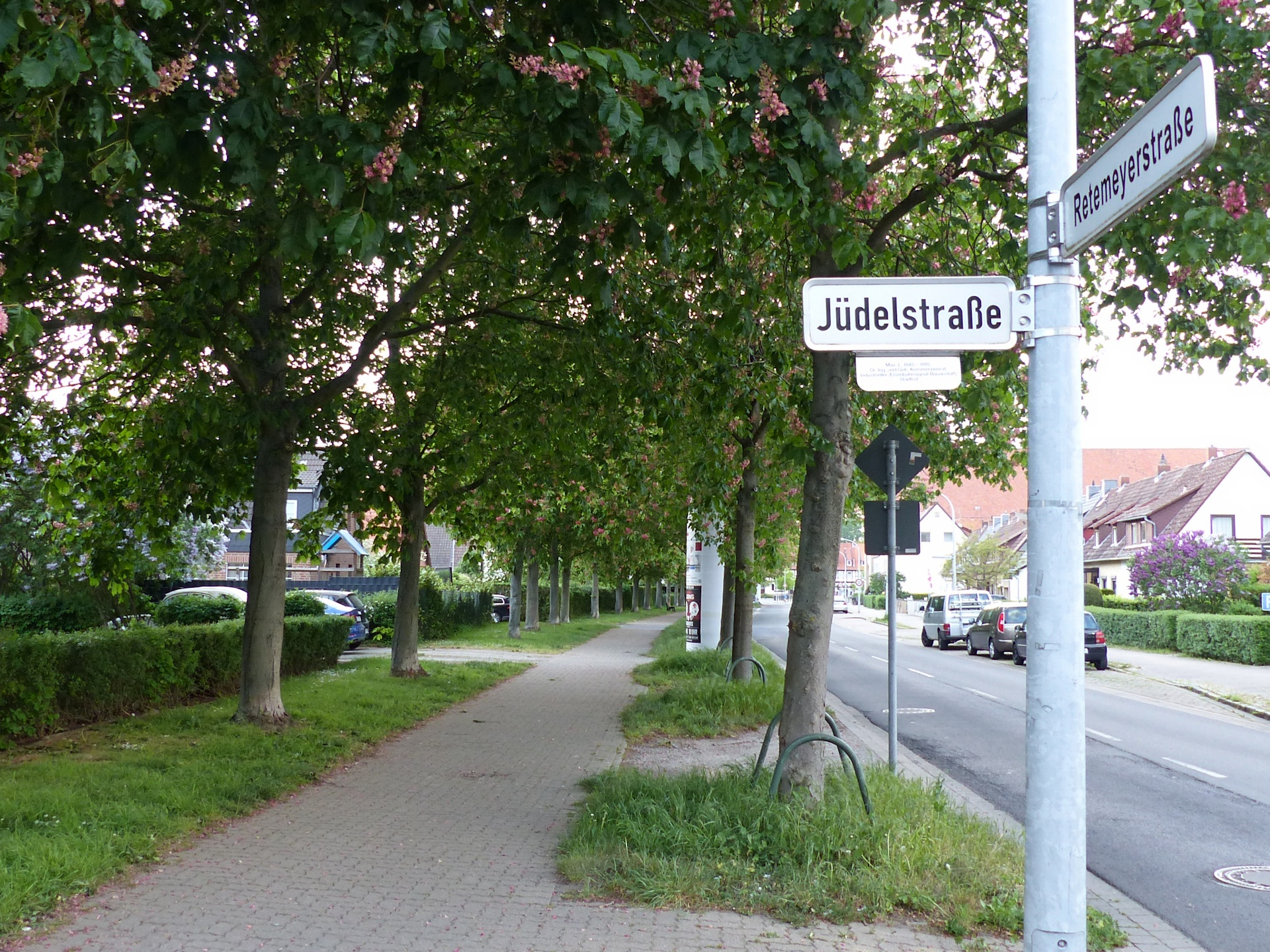
Straßenbezeichnung in der Braunschweiger Südstadt

In der Zeit des Nationalsozialismus wurde Jüdels Stiftung in Allgemeine Städtische Stiftung umbenannt und nahezu vollständig geplündert. Die Oberbürgermeister Hugo Retemeyer, Paul Trautmann und Ernst Böhme wohnten in der Jüdel-Villa, bevor sie nach der Machtergreifung der NSDAP von deren Organisationen genutzt wurde. Der Bombenangriff auf Braunschweig am 15. Oktober 1944 machte die Villa zur Ruine, die am Folgetag restlos gesprengt wurde. Heute sind lediglich die Eckpfeiler der Einfriedung erhalten.
Siemens & Halske übernahm 1928 Jüdels Unternehmen zunächst mehrheitlich und schließlich 1940 ganz. Das Siemens-Werk Braunschweig befindet sich noch heute an der Ackerstraße an der Rückseite des 1960 erbauten Hauptbahnhofs im jetzigen Stadtbezirk Viewegs Garten-Bebelhof. Es gehört seit 2018 zur Siemens Mobility GmbH einem Tochterunternehmen der Siemens AG.
Nach Max Jüdel war von 1927 bis 1938 die heutige Schefflerstraße im Bebelhof benannt. 1945 wurde die frühere Bückebergstraße in der Braunschweiger Südstadt in Jüdelstraße umbenannt.
Am 28. Januar 2015 ehrte die Stadt Braunschweig Max Jüdel mit einer sogenannte Persönlichkeitstafel auf dem Grundstück Adolfstraße 52.